# Nette rousse
Netta rufina
Espèce
Statut de conservation UICN

 LC  : Préoccupation mineure

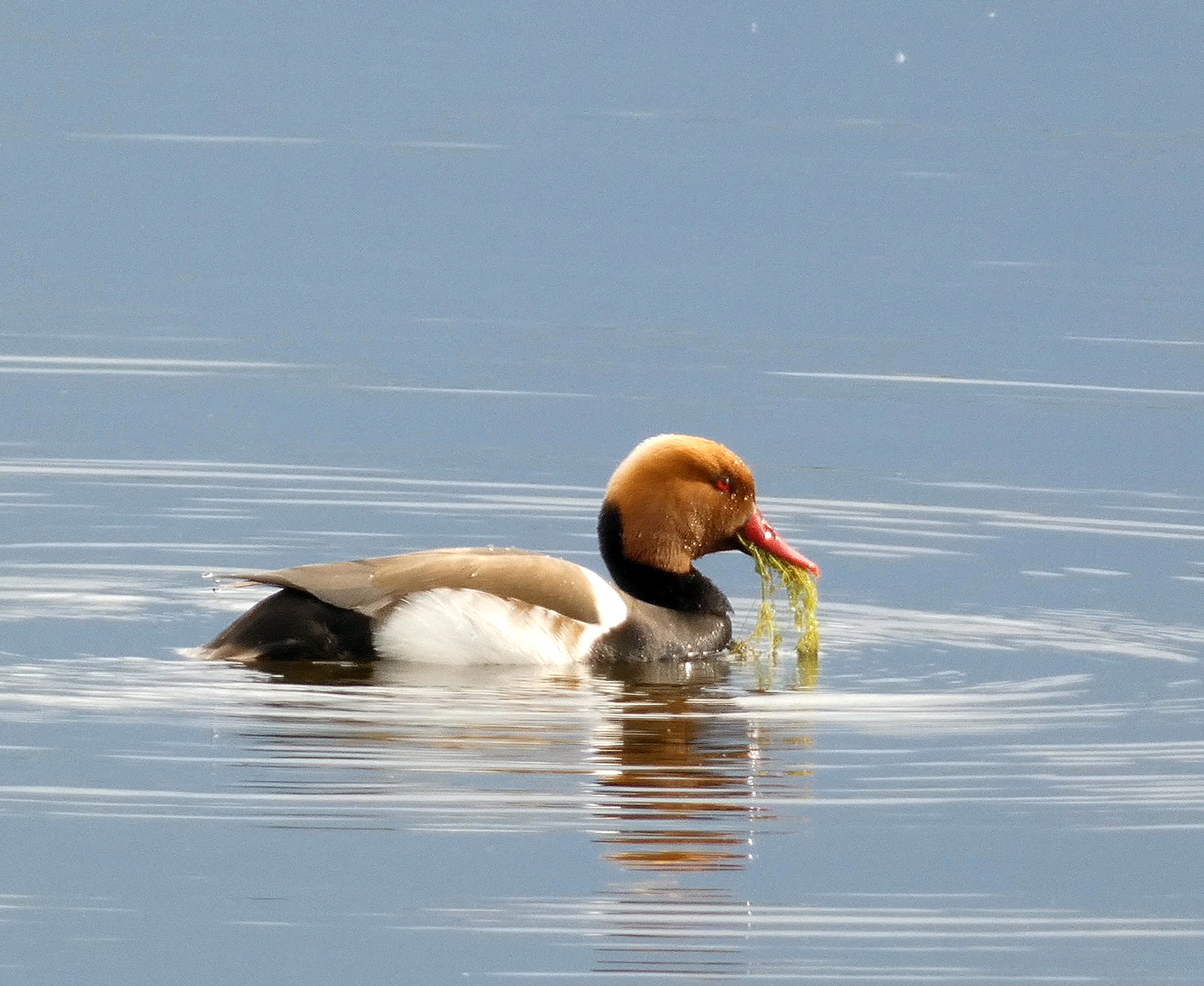
La Nette rousse se nourrit principalement de végétaux. Etang de la Brenne (France).

La Nette rousse (Netta rufina) est une espèce de canards plongeurs de la famille des anatidés.

## Identification
C'est un canard de 53 à 58 cm de long avec une envergure de 84 à 88 cm, pesant entre 1 000 et 1 300 g. Sa taille est équivalente au Canard colvert.
Le mâle a une tête roux vif avec le dessous jaune. Le cou, la poitrine et la queue sont noirs. Les flancs sont blancs. Le dos est brun-foncé uni. Une barre alaire blanche marque l'épaule. Le bec est rouge, les pattes sont rouge-orange. En période de parade nuptiale, sa tête est hérissée.
La femelle a le dessus de la tête brun foncé. Ses joues blanc gris contrastent fortement. Son corps est brun, souvent tacheté sur les flancs. Son bec est gris foncé avec le bout rose. Elle a, comme le mâle, une large barre alaire blanche au-dessus.

## Aire de répartition
Cet oiseau se rencontre de l'ouest de la Chine jusqu'à l'est de l'Espagne. C'est en Asie centrale qu'elle est le plus répandue. 

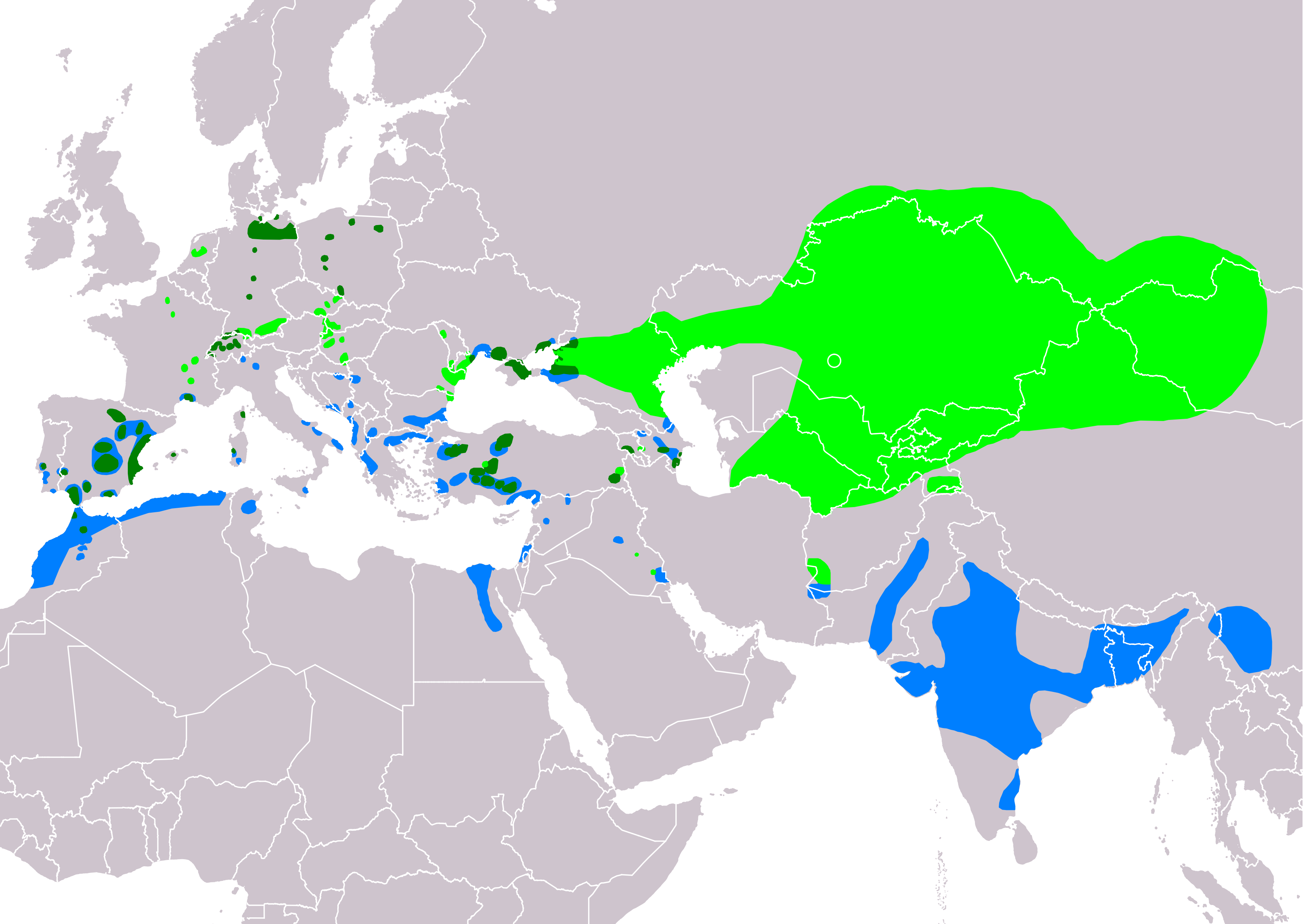
Aire de répartition de la nette rousse

C'est principalement un migrateur, la plupart de la population européenne niche en Espagne, les autres dans la zone méditerranéenne (mer Noire). En France, elle niche seulement en Camargue et dans la Dombes. Vu sur les bords du Loiret dans le centre de la France, et à Évian sur le Léman (juin 2019). Un couple vu sur le lac d' Annecy (janvier 2020). Plusieurs couples ont été vus à Mallemort. Cette espèce a été aperçue dans le Pas-de-Calais et plus précisément à Saint-Laurent-Blangy le 10 janvier 2021[pertinence contestée]. 
Plusieurs couples séjournent sur des étangs en Moselle Sud (Pays des étangs) au printemps 2024.

## Habitat
Elle fréquente les lacs ou les plans d'eau entourés de roselières et les étangs pourvus d'une bonne végétation. L'hiver on la trouve le long des côtes.

## Comportement
C'est un oiseau qu'on peut voir seul, en couple ou en bande, parfois mêlé avec d'autres espèces. Il peut d'ailleurs parasiter d'autres canards en pondant ses œufs dans leurs nids (Canard colvert, Fuligule milouin, etc.).

## Régime alimentaire
Elle se nourrit en surface ou en plongeant. Elle mange principalement des végétaux aquatiques et dans une moindre mesure des invertébrés et des petits poissons.

## Reproduction
La femelle pond une couvée par an de 8 à 12 œufs en mai-juin.

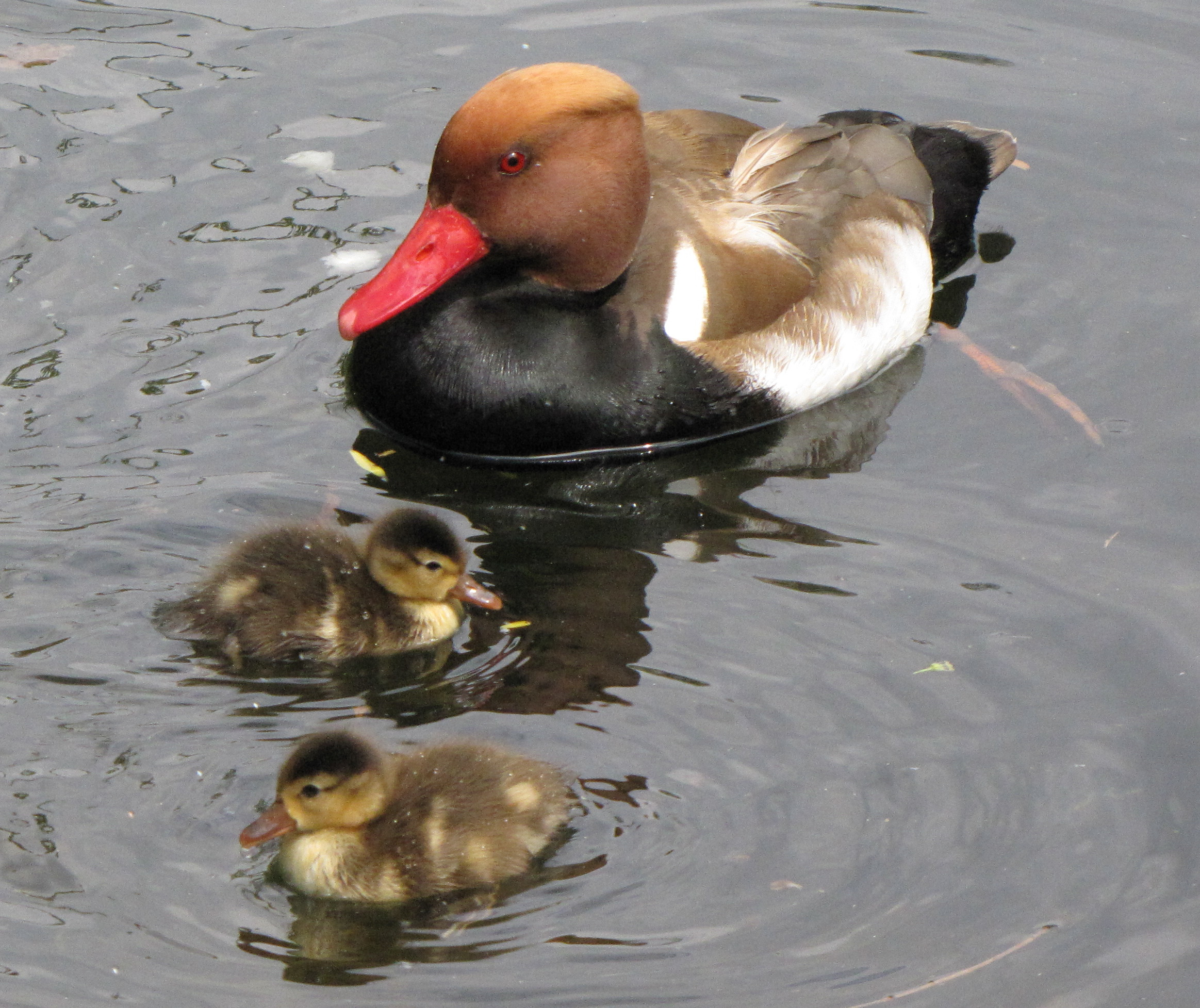
Le mâle peut parfois s'occuper des petits, ce qui est rare chez les canards.

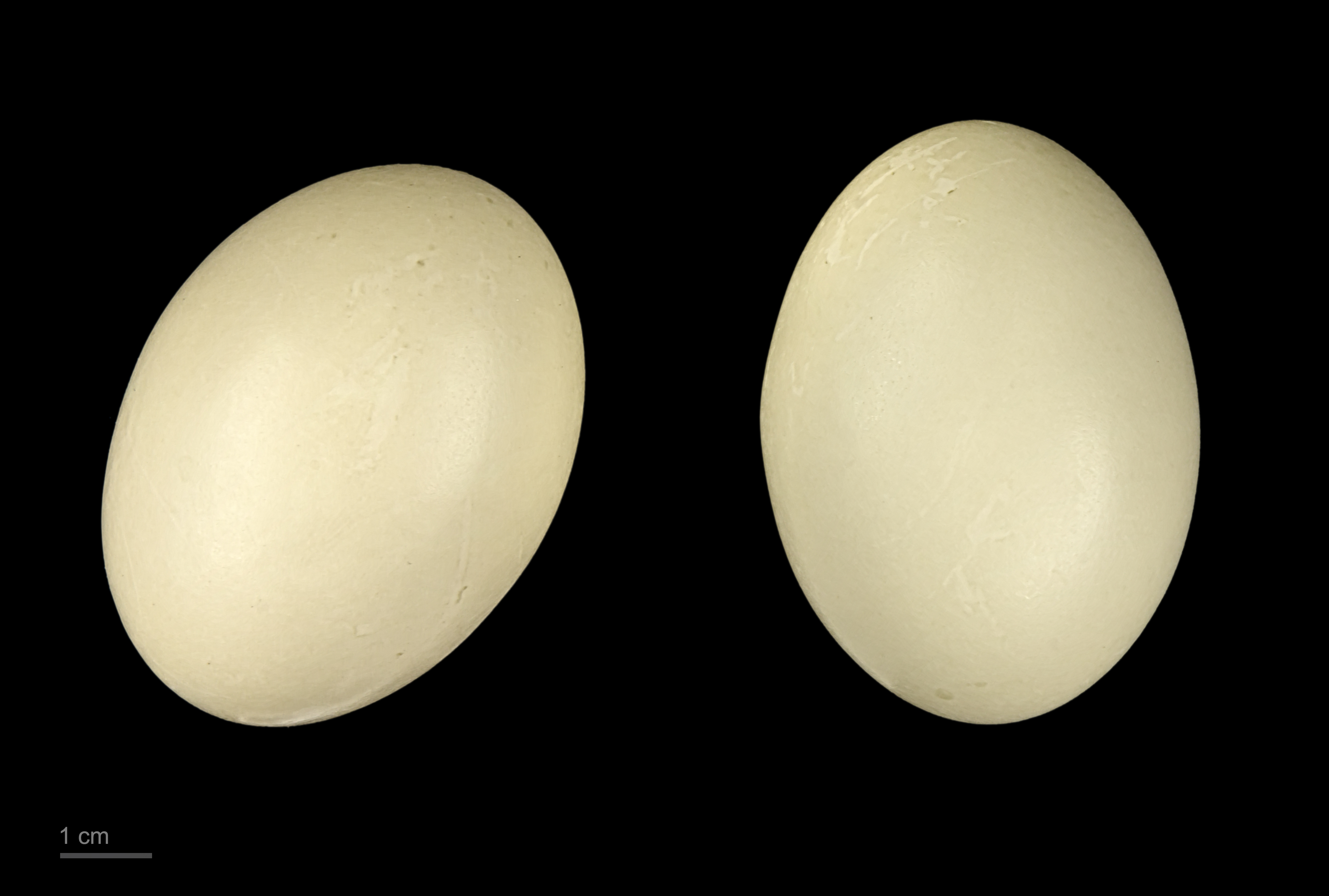
Netta rufina - MHNT

Le nid est au sol, dans un trou dégagé dans la végétation. Il est fait de tiges, d'herbes, de feuilles et de duvet de la femelle. La Nette rousse peut également parasiter d'autres espèces.
Durant l'incubation, que la femelle effectue seule, le mâle veille sur le nid. Après 26 à 28 jours, les petits sortent de l'œuf. Ils sont nidifuges et suivent donc leur mère quelques heures seulement plus tard. Le mâle part souvent durant l'incubation, mais il arrive qu'il reste veiller sur ses petits.